# 石製茶具組
石製茶具組是一組收藏於國立自然科學博物館的唐代風格石製茶具組明器，其設計體現中國唐代茶飲文化，並可用於考證陸羽所作《茶經》記載之內容。